# Locomotives Nez cassés

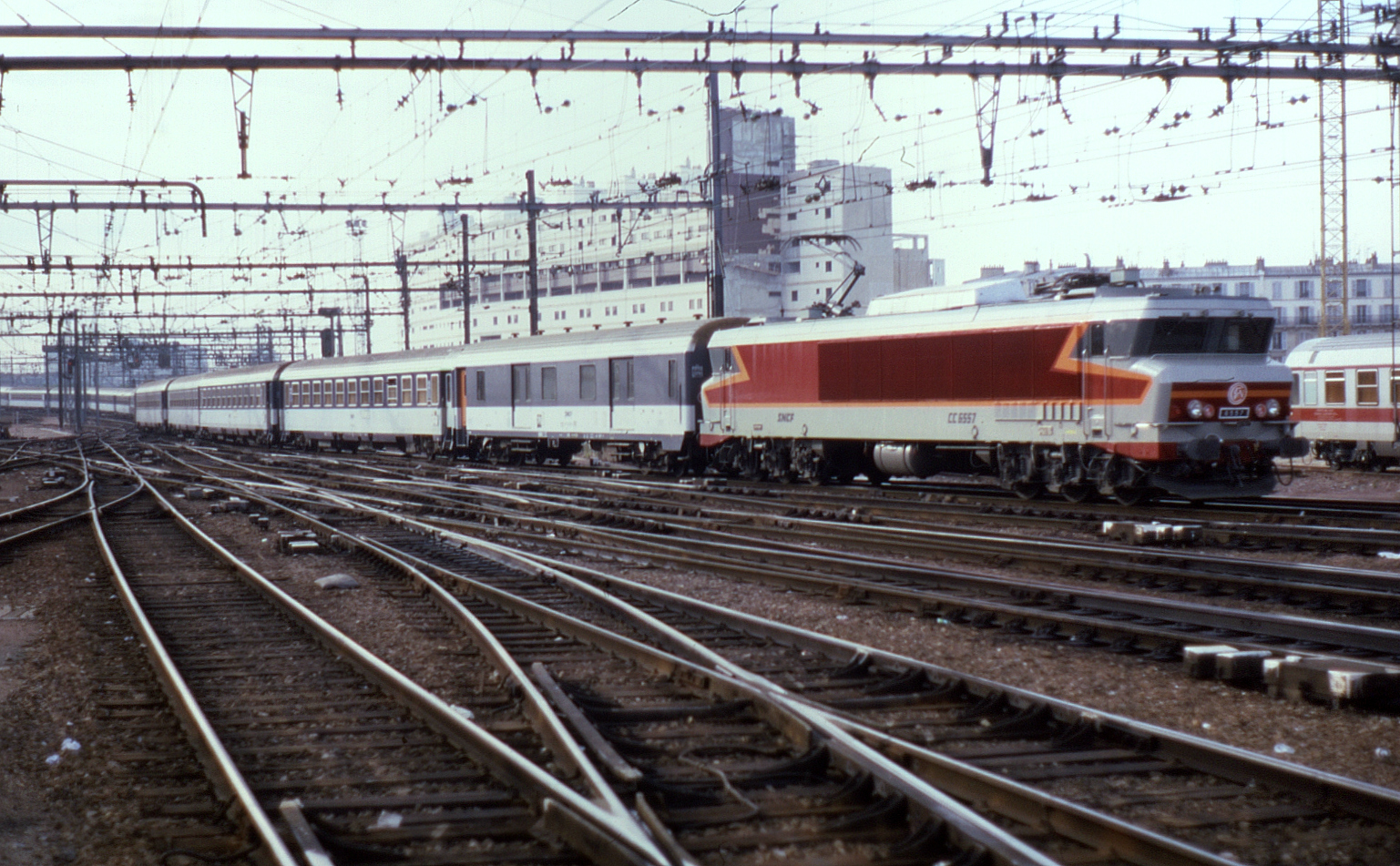
La CC 6557, en livrée TEE Grand Confort, en tête d'un train Corail.

Les locomotives Nez cassés forment une famille de locomotives électriques et diesel-électriques françaises construites par Alsthom du milieu des années 1960 jusqu'aux années 1980.
Leur silhouette dessinée par le designer Paul Arzens était — de ses propres dires — inspirée de la position du « sprinter dans son starting block » et devait évoquer la vitesse. Cette disposition inédite des vitres frontales inclinées vers l'intérieur, avait pour objectif d'éviter les reflets et donc d'assurer ainsi un meilleur confort de conduite. Le capot avant de ces machines, en polyester, dissimulait un bouclier conçu pour protéger la cellule de la cabine.
Le surnom Nez cassés est intervenu sur le tard, au plus tôt dans les années 2000, et s'est diffusé par Internet et les réseaux sociaux. Il provient de l'analogie évidente qu'inspire la forme singulière de l'avant de ces machines.
Les livrées SNCF d'origine de ces locomotives sont également l’œuvre de Paul Arzens. 
Les premières machines de la famille étaient les CC 40100 en 1964. 
Locomotives emblématiques de la SNCF en France, certaines séries ont également été exportées en Belgique, aux Pays-Bas, au Maroc, au Portugal, en Slovénie et en Corée du Sud.
Ces locomotives symbolisent le renouveau et le modernisme de la SNCF. Les premières séries, CC 40100, ont tracté les prestigieux Trans-Europ-Express composés de voitures TEE PBA. Les séries suivantes se sont rapidement retrouvées en tête de rames Corail, autre matériel caractéristique de la SNCF.
Alsthom a abandonné ce profil distinctif avec l'apparition des BB 26000 en 1988.
Les CC ayant toutes été progressivement retirées du service depuis les années 1990, au milieu des années 2010, les Nez cassés se font un peu plus discrètes dans le paysage ferroviaire français, également en raison de la disparition progressive des voitures Corail au profit des Régiolis mais également à la suite de l'apparition des BB 26000 et BB 36000 et surtout de la famille des Prima.
En 2023 néanmoins, de nombreux exemplaires des trois séries de machines de configuration BB les plus récentes, dites “4400 kw”, sont toujours en service dans la quasi-totalité des activités de la SNCF : Intercités, TER, Fret et Infrastructure.

## Les différentes séries

### En France
Les CC 40100 sont livrées de 1964 à 1970. Machines quadritension destinées aux liaisons internationales vers la Belgique, les Pays-Bas et l'Allemagne, les derniers exemplaires sont radiés en 1996 à la suite de la mise en service de la LGV Nord.
Les CC 72000 sont mises en service entre 1967 et 1974. Il s'agit, encore à l'heure actuelle, des locomotives diesel les plus puissantes de la SNCF, après les CC 70000. À partir de 2002, 30 machines sont remotorisées et renumérotées CC 72100. On les retrouve essentiellement sur la ligne de Paris-Est à Mulhouse-Ville.
Les CC 6500 apparaissent en 1969, elles étaient alors les locomotives les plus puissantes de la SNCF (5900 kw soit plus de 8000 ch). Principalement présentes sur le sud-est et le sud-ouest, elles ont tracté les prestigieux Mistral et Capitole. Les CC 21000 étaient la version bicourant des CC 6500 destinées à circuler entre la France et la Suisse. Elles sont transformées en CC 6500 entre 1995 et 1997. Machines emblématiques de la ligne de la Maurienne, Les dernières CC 6500 sont radiées en 2007.
Les BB 15000 sont livrées entre 1971 et 1978. Jusqu'à l'ouverture de la LGV Est européenne en 2007, elles officiaient essentiellement sur la ligne de Paris-Est à Strasbourg-Ville. Une partie d'entre elles est désormais affectée aux liaisons entre Paris et la Normandie.
Avec 240 exemplaires produits entre 1976 et 1985, les BB 7200 forment la plus importante série de Nez cassés. En 2012, 14 machines ont été transformées en BB 7600 pour circuler sur la ligne N du Transilien.
Les BB 22200 constituent la dernière série de Nez cassés avec 205 machines livrées entre 1976 et 1986.

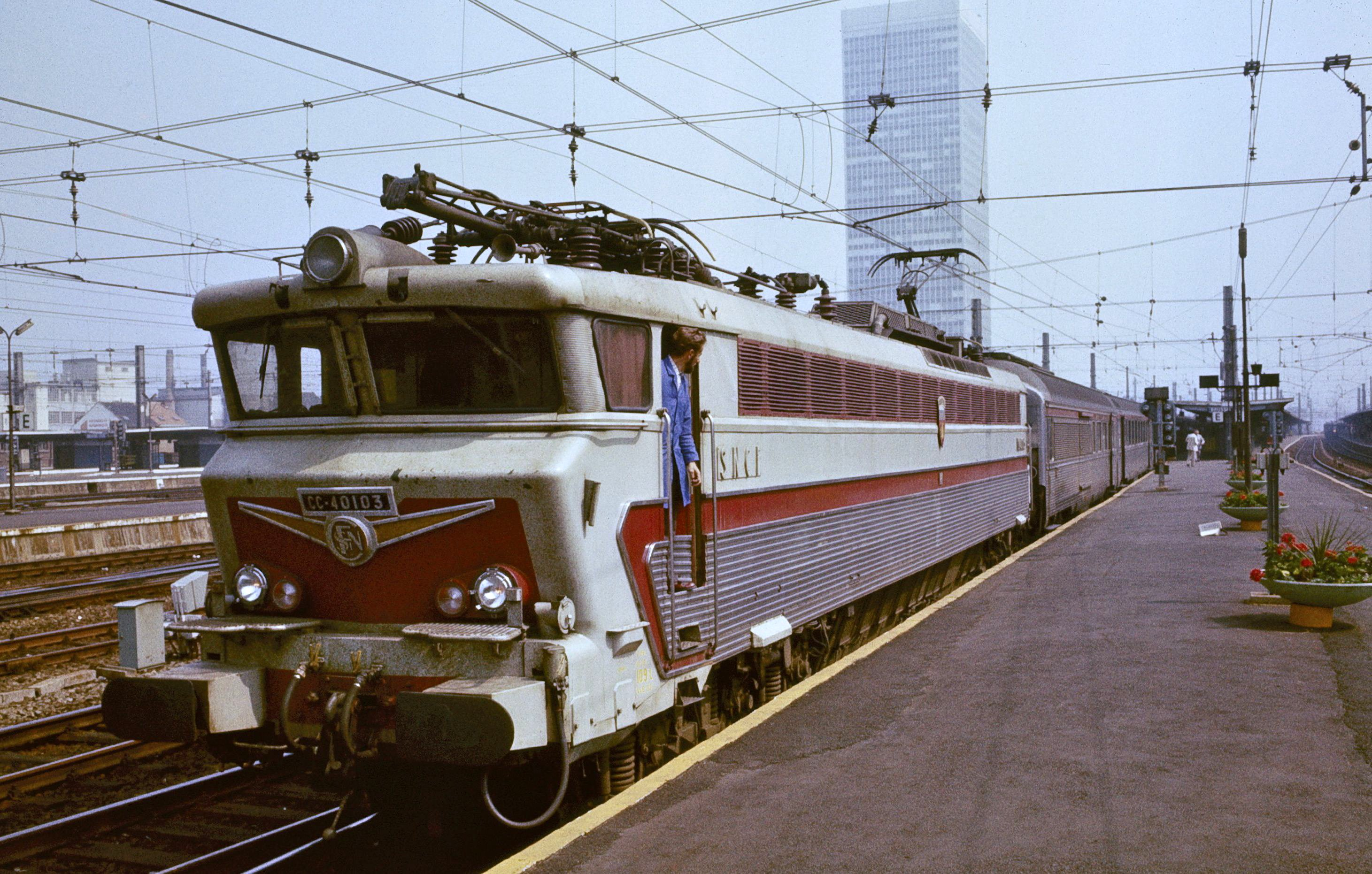
SNCF CC 40103 en livrée TEE.
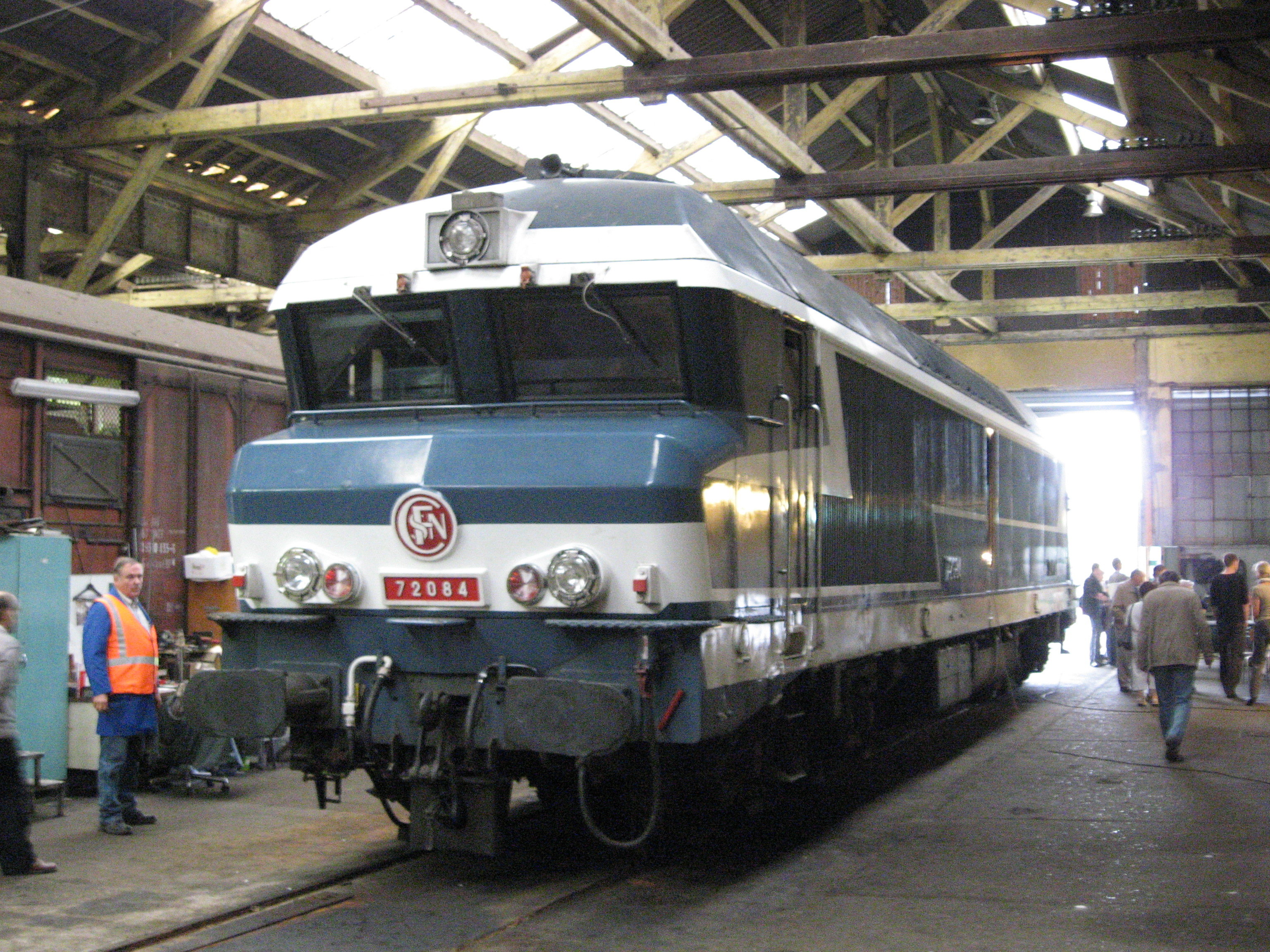
SNCF CC 72084 en livrée bleue.
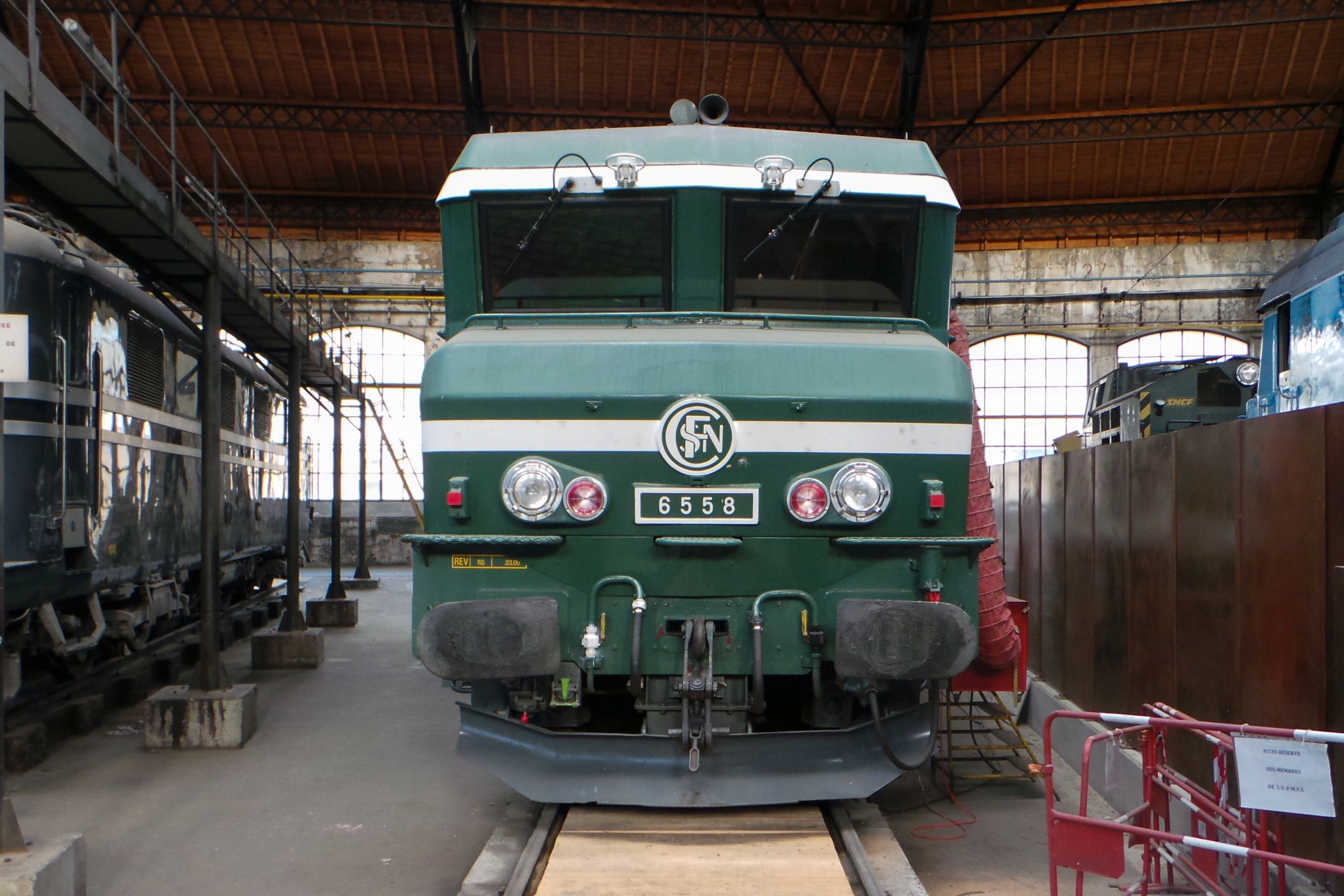
SNCF CC 6558 en livrée Maurienne.
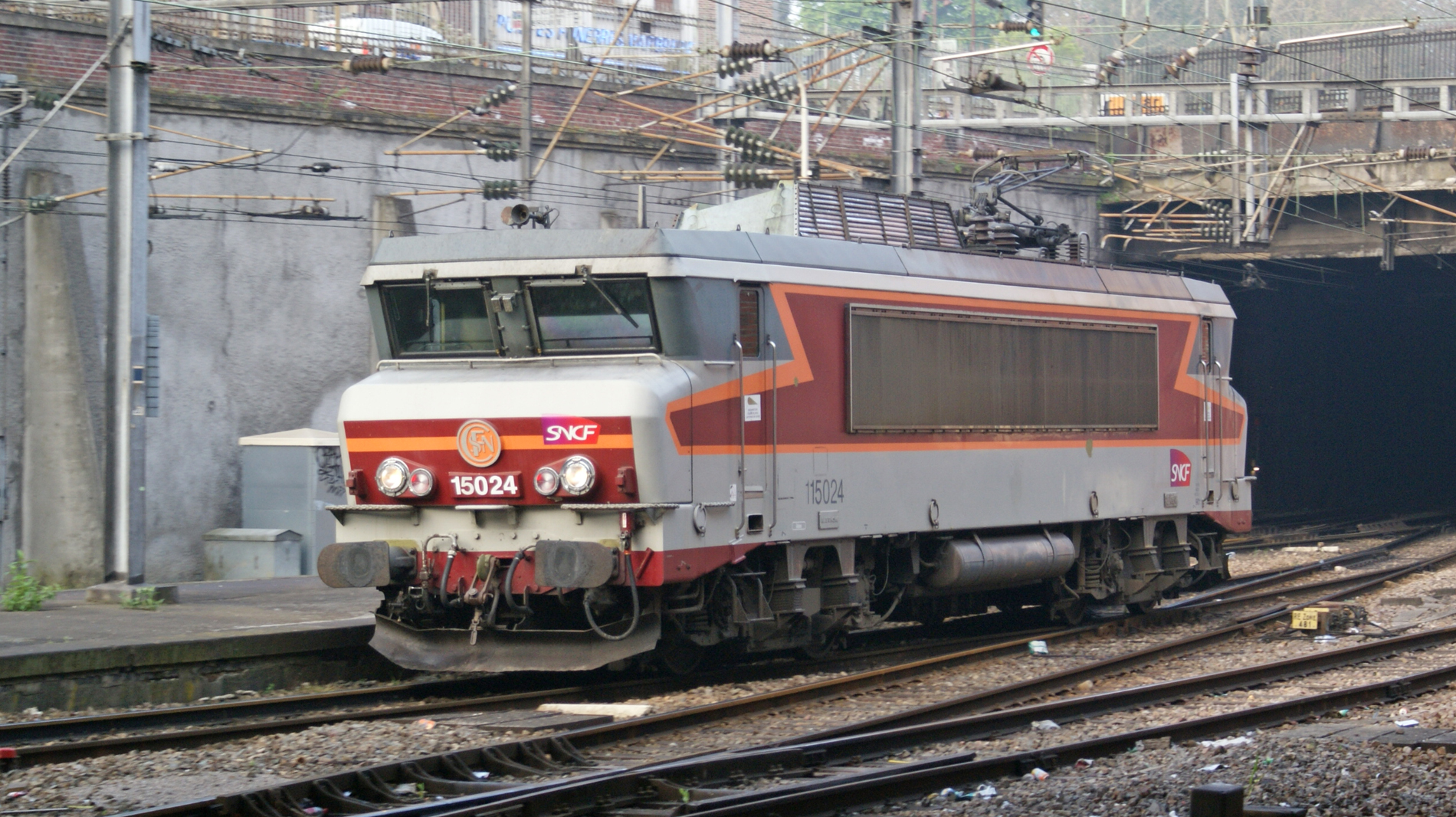
SNCF BB 15024 en livrée TEE Grand Confort.
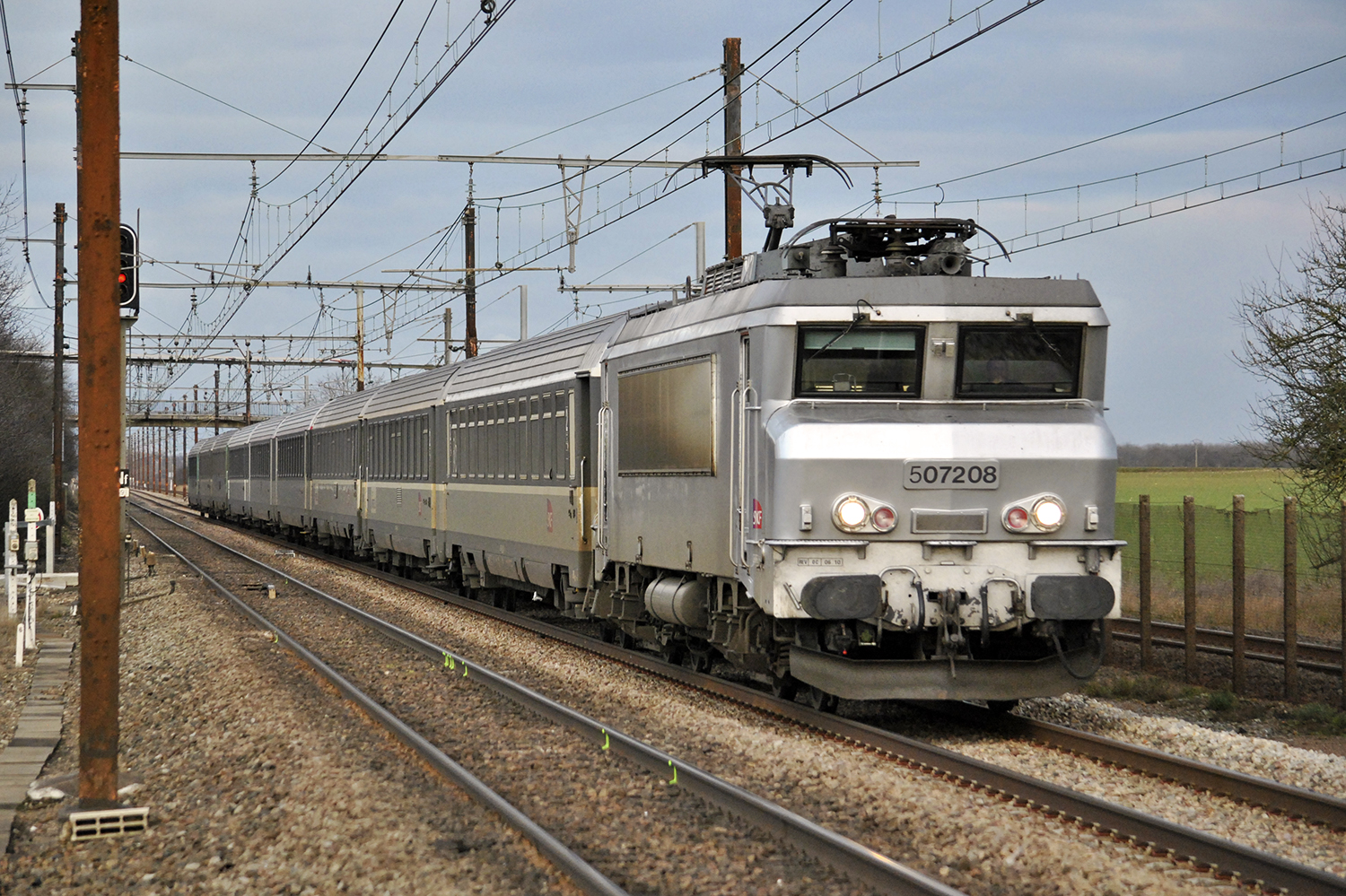
SNCF BB 7208 en livrée fantôme.
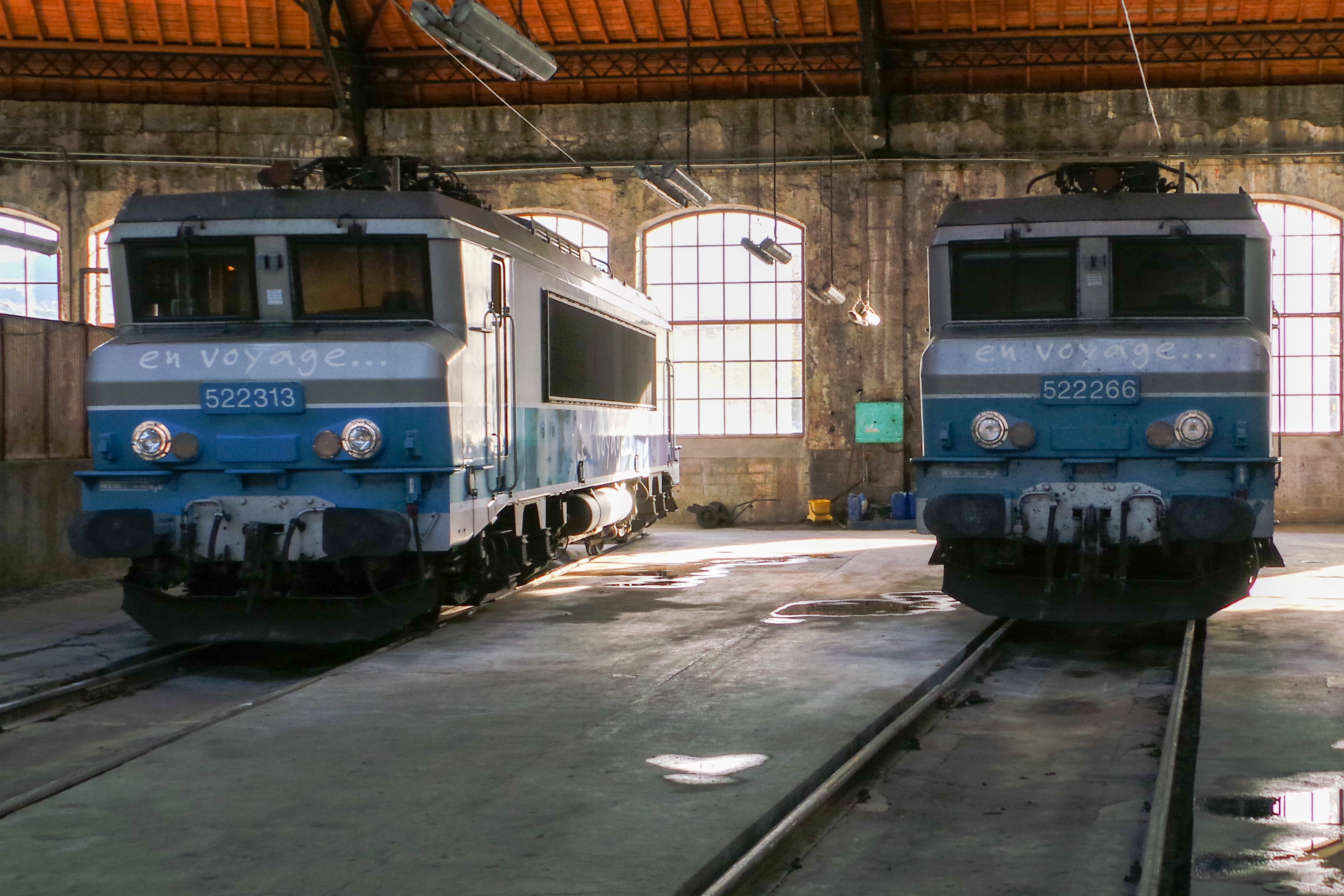
SNCF BB 22313 et 22266 en livrée En Voyage.

#### Prototypes
Le prototype BB 7003, réalisé à partir de la BB 15007, est livré en 1974. Elle est transformée en BB 10003 en 1982 puis remise en état d'origine en 1997.
La BB 10004, un autre prototype conçu sur la base de la BB 15055, est réalisé en 1982. Elle est remise en état d'origine en 1989.
Enfin les deux prototypes BB 20011-20012, basés sur les BB 22379 et 22380, sont testées à partir de 1985.

### À l'étranger
Alsthom a exporté les Nez cassés dans de nombreux pays.
En Belgique, la SNCB a reçu 6 exemplaires de la série 18 dans les années 1970. Ces locomotives, semblables aux CC 40100, sont radiées en 1999.
Les séries 1600/1700/1800 sont livrées aux chemins de fer néerlandais (NS) entre 1980 et 1983. Ces machines sont conçues sur la base des BB 7200.
Au Maroc, l'Office national des chemins de fer dispose de plusieurs séries de Nez cassés. Les E 900, dérivées des CC 6500, sont mises en service au début des années 1970 et radiées en 1995. Les 18 exemplaires de la série E 1300 sont réceptionnés entre 1992 et 1993 tandis que les 9 exemplaires de la série E 1350 sont livrés en 1999. Enfin, la série DF 100 est l'équivalent marocain des CC 72000.
Les séries 1900 et 1930 des chemins de fer portugais (CP) dérivent également des CC 72000. D'autres machines de la famille Nez cassés ont été vendues au Portugal : les séries 2600 et 2620.
Les 94 exemplaires de la série 8000 sont réceptionnés par la compagnie nationale sud-coréenne Korail à partir de 1972. Ces machines sont radiées en 2012.
Les locomotives de la série 363 des chemins de fer slovènes (SŽ) sont basées sur les CC 6500.
Aux  États Unis, la société Amtrak a testé le prototype X996 dérivé de la CC 21003 à la fin des années 1970.
La classe Dr13 des chemins de fer finlandais a été développée à l'aide de la technologie Alstom, avec une conception similaire. Complètement mis au rebut en 2000. Peut être vu dans le jeu informatique "My Summer Car"
L'unité multiple électrique tchécoslovaque 460 et la locomotive diesel ukrainienne-soviétique 2TE116 ont un biseau similaire de la fenêtre avant. Il est à noter que le 2TE116 (ainsi que son prédécesseur 2TE10, modifications ultérieures) porte le surnom de Fantômas, car sa partie frontale ressemble au masque que portait Jean Marais dans le film français Fantômas, sorti en Union soviétique dans les années 70, c'est-à-dire directement dans les années où les locomotives diesel de cette série ont commencé à entrer en service. La locomotive de cette série a été produite des années 1970 jusqu'en 2015, lorsque l'usine de locomotives diesel de Lougansk a été bombardée à la suite des hostilités dans l'est de l'Ukraine, qui se sont poursuivies de 2014 à nos jours. Dans les pays de l'Union européenne (à l'exception des pays baltes), cette locomotive diesel est pratiquement inconnue, cependant, sa version à voie européenne de la famille TE109 est répandue en Allemagne et dans les pays de l'ancien Pacte de Varsovie. Il a le même moteur, cependant, il n'a pas le biseau caractéristique de la partie frontale. La révision des 2TE10, 2TE116 et de la famille TE109 dans son ensemble est réalisée, entre autres, par l'usine de Daugavpils en Lettonie. 

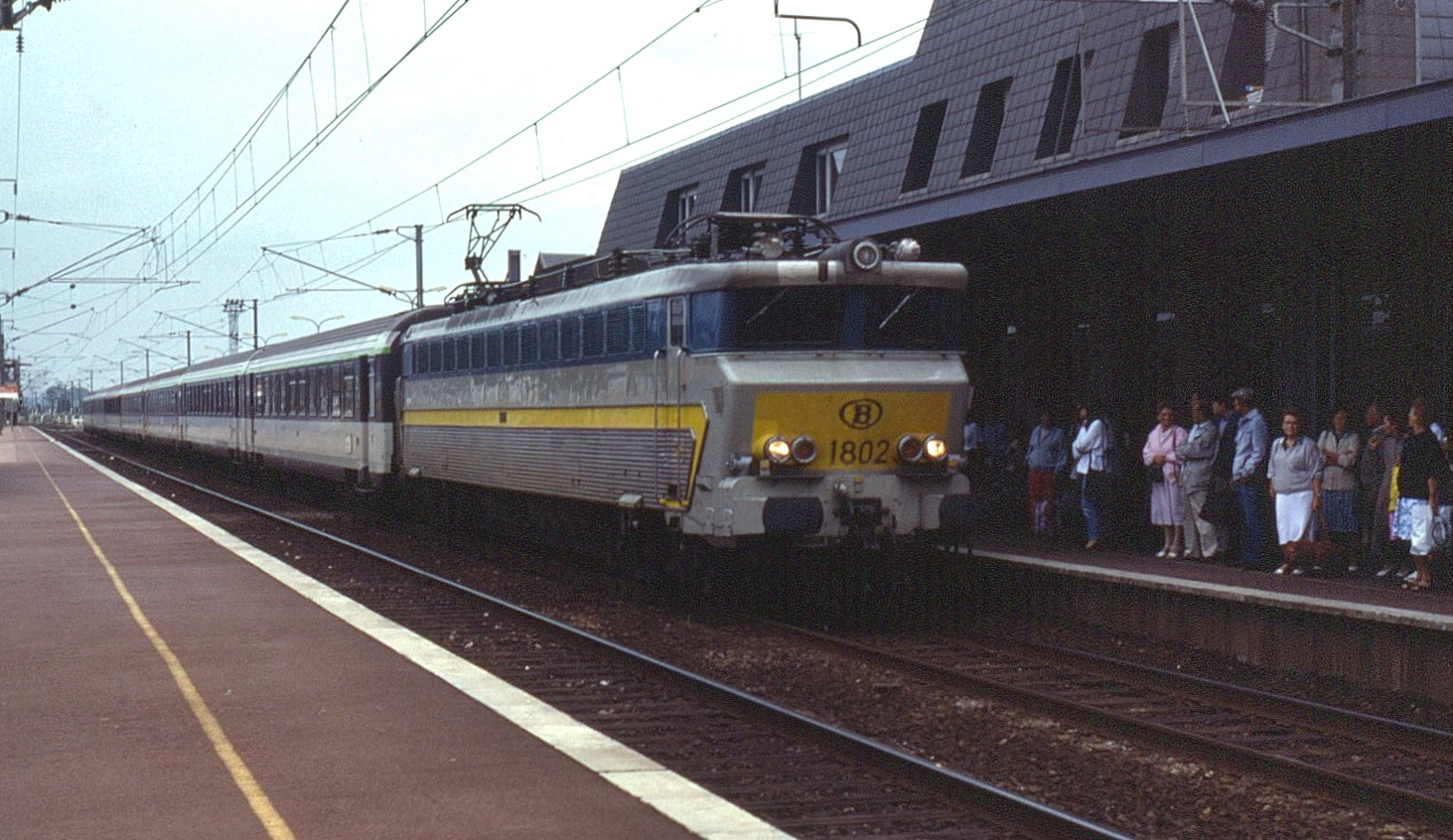
SNCB Série 18 1802.
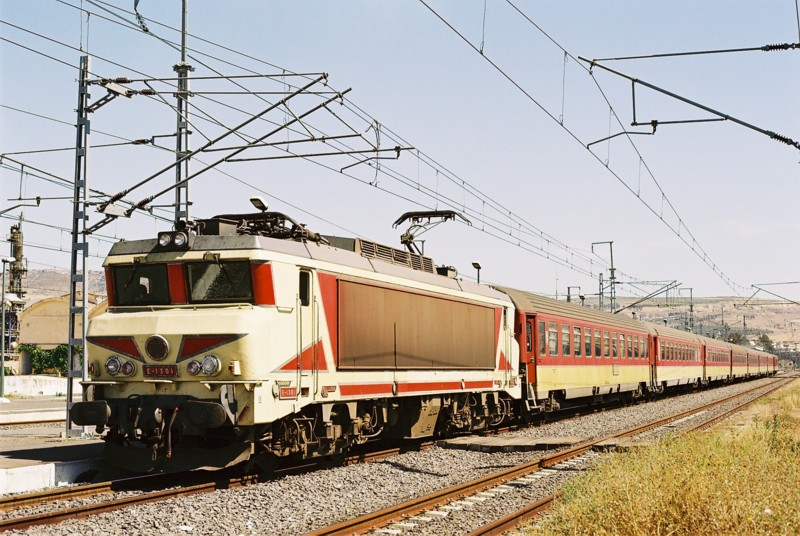
ONCF E 1301.
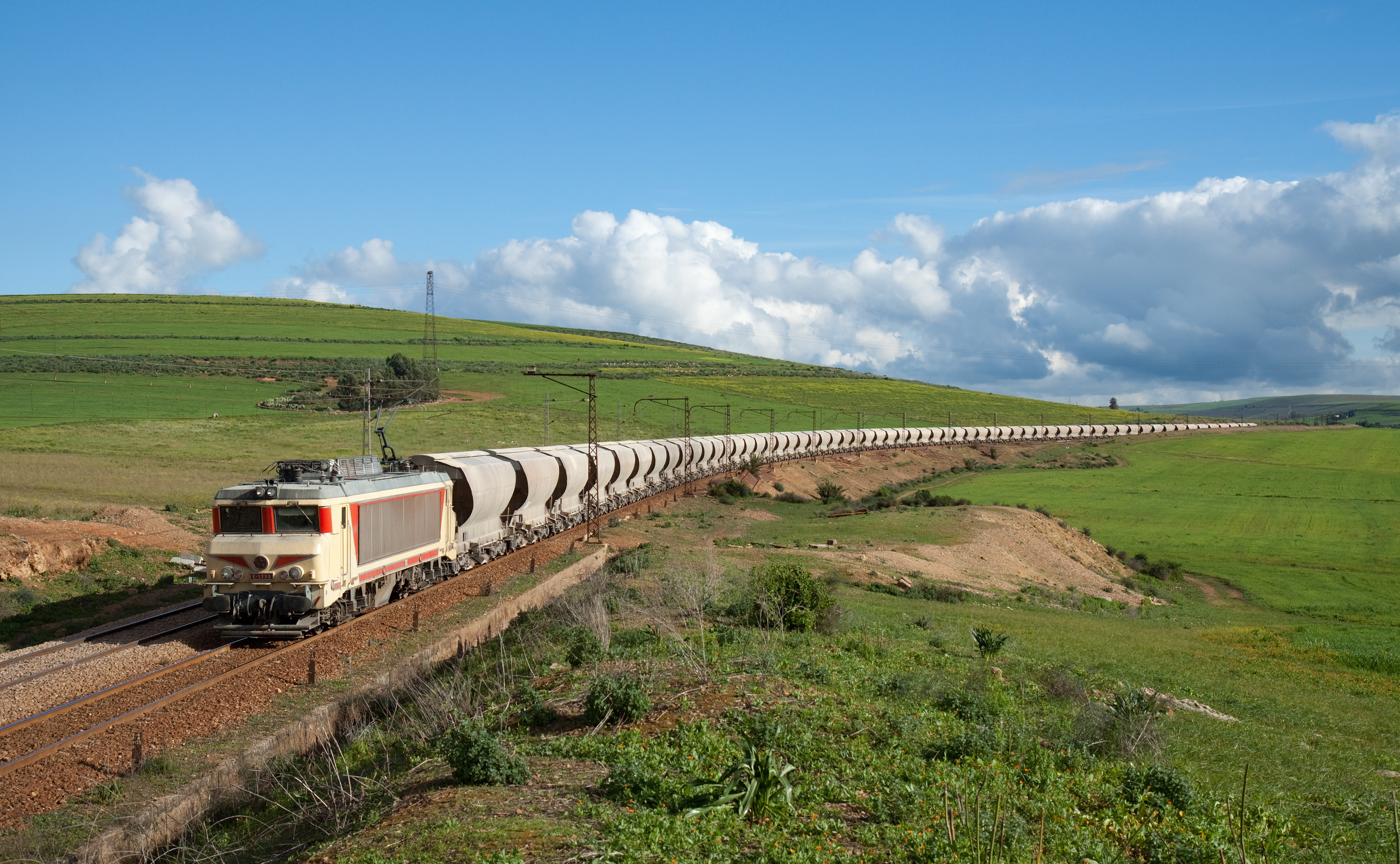
ONCF E 1350.
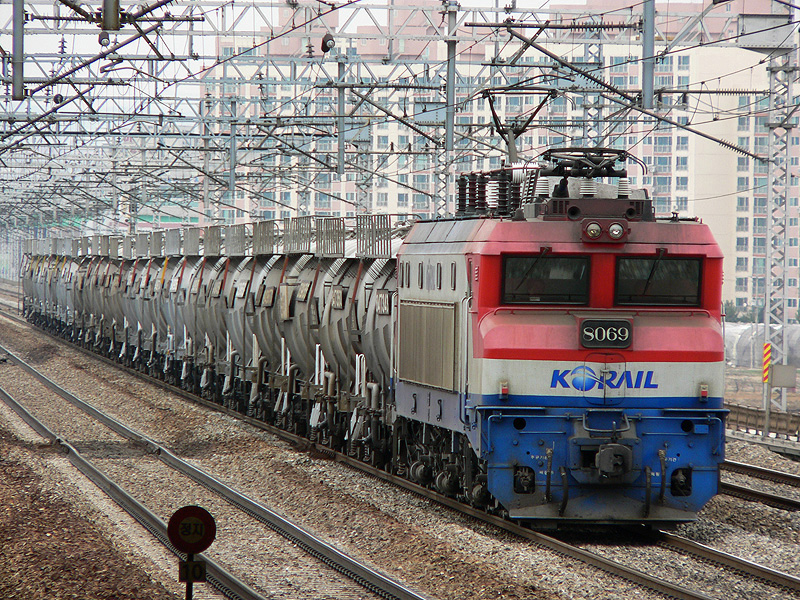
Korail Class 8000.
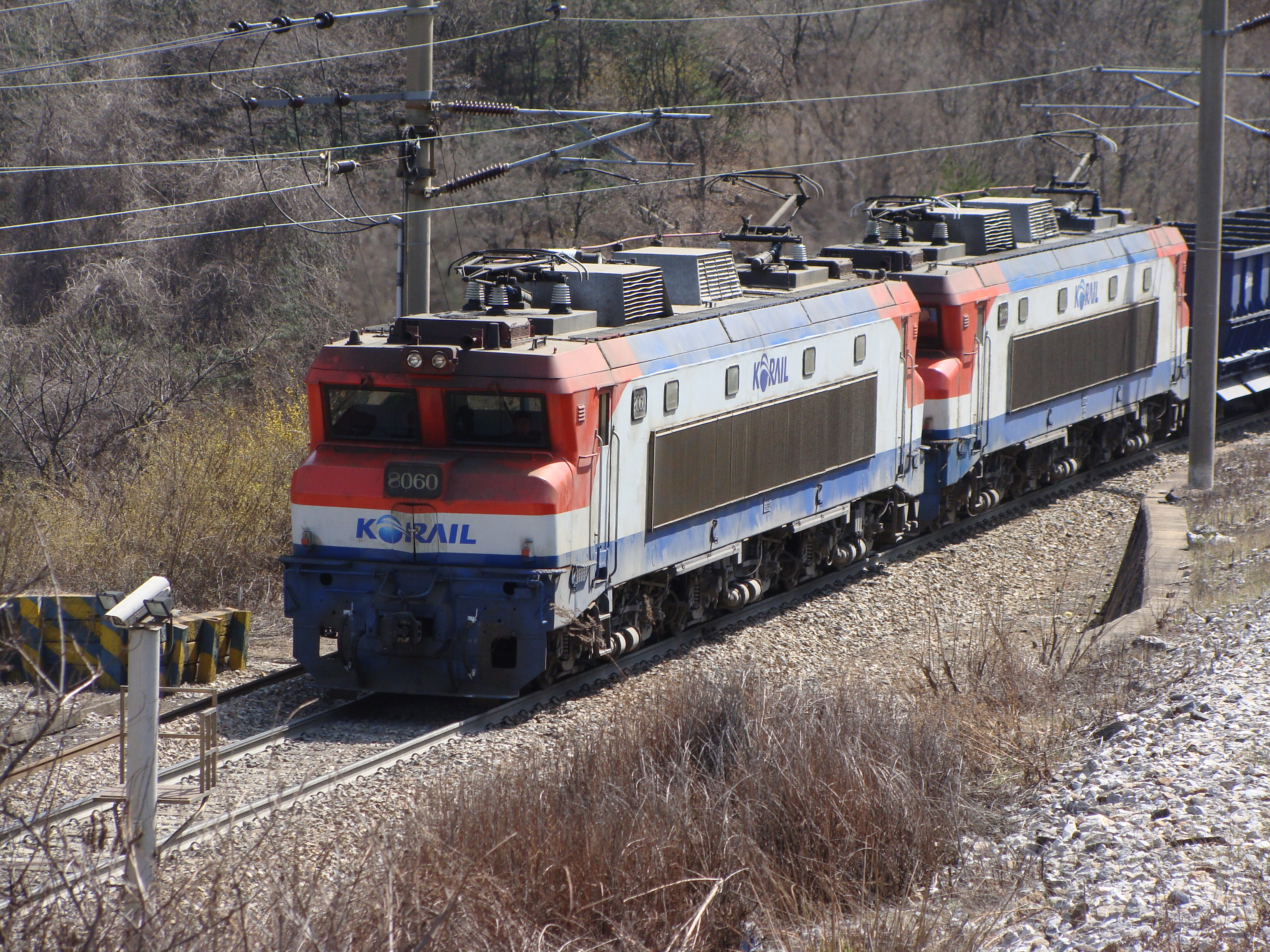
Couplage de Korail Série 8000.
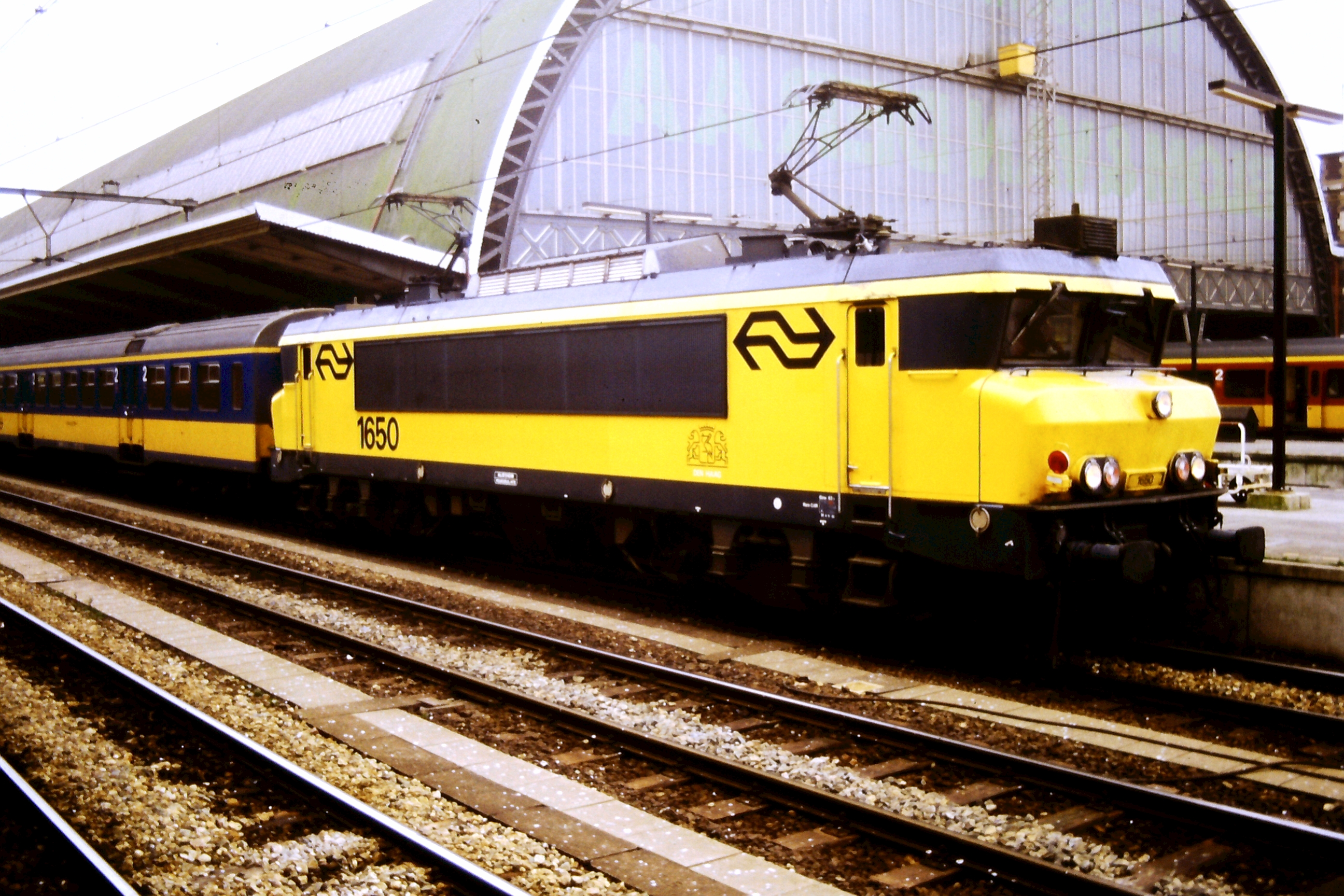
NS 1650.
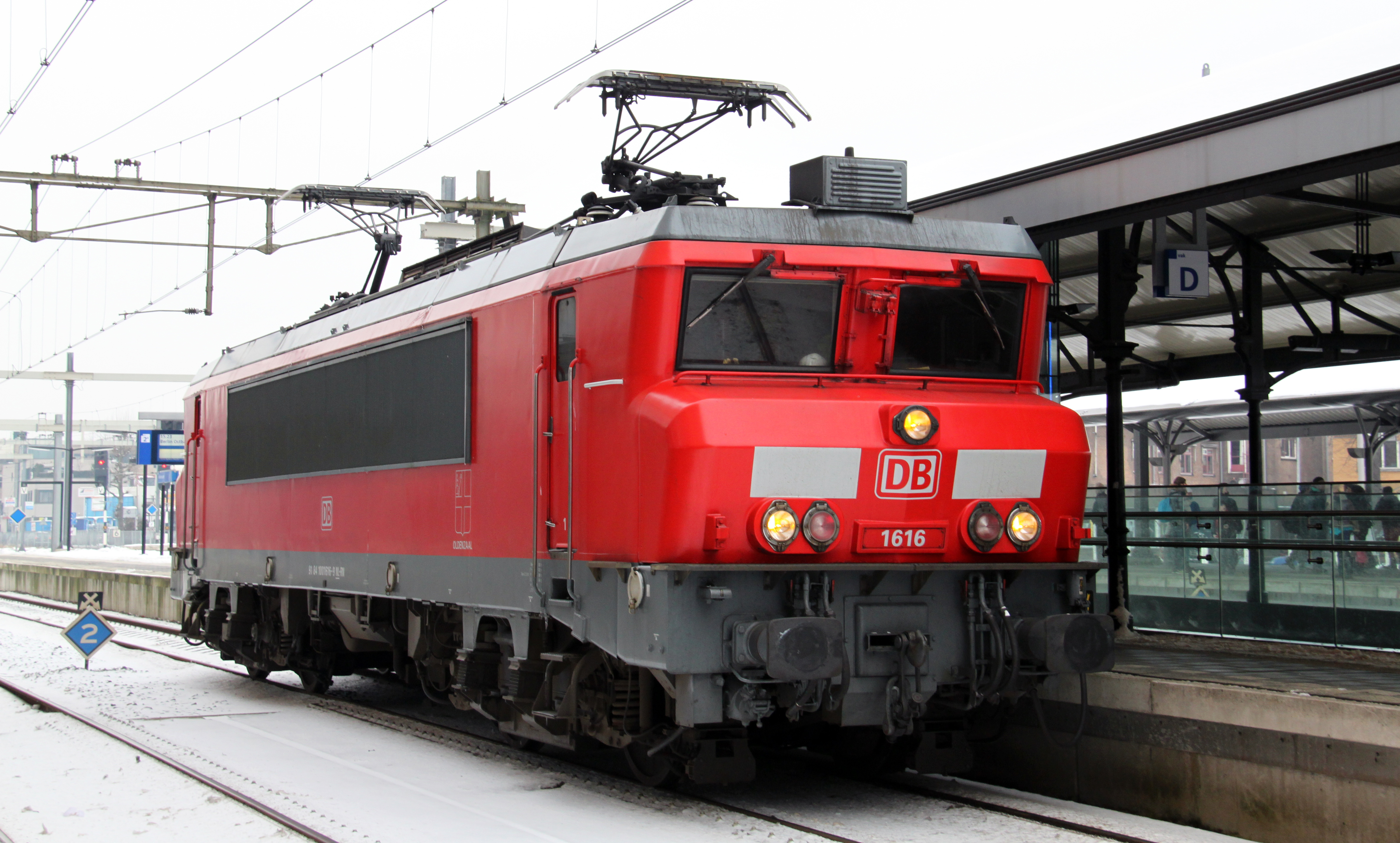
DB 1616 (ex-NS 1606).
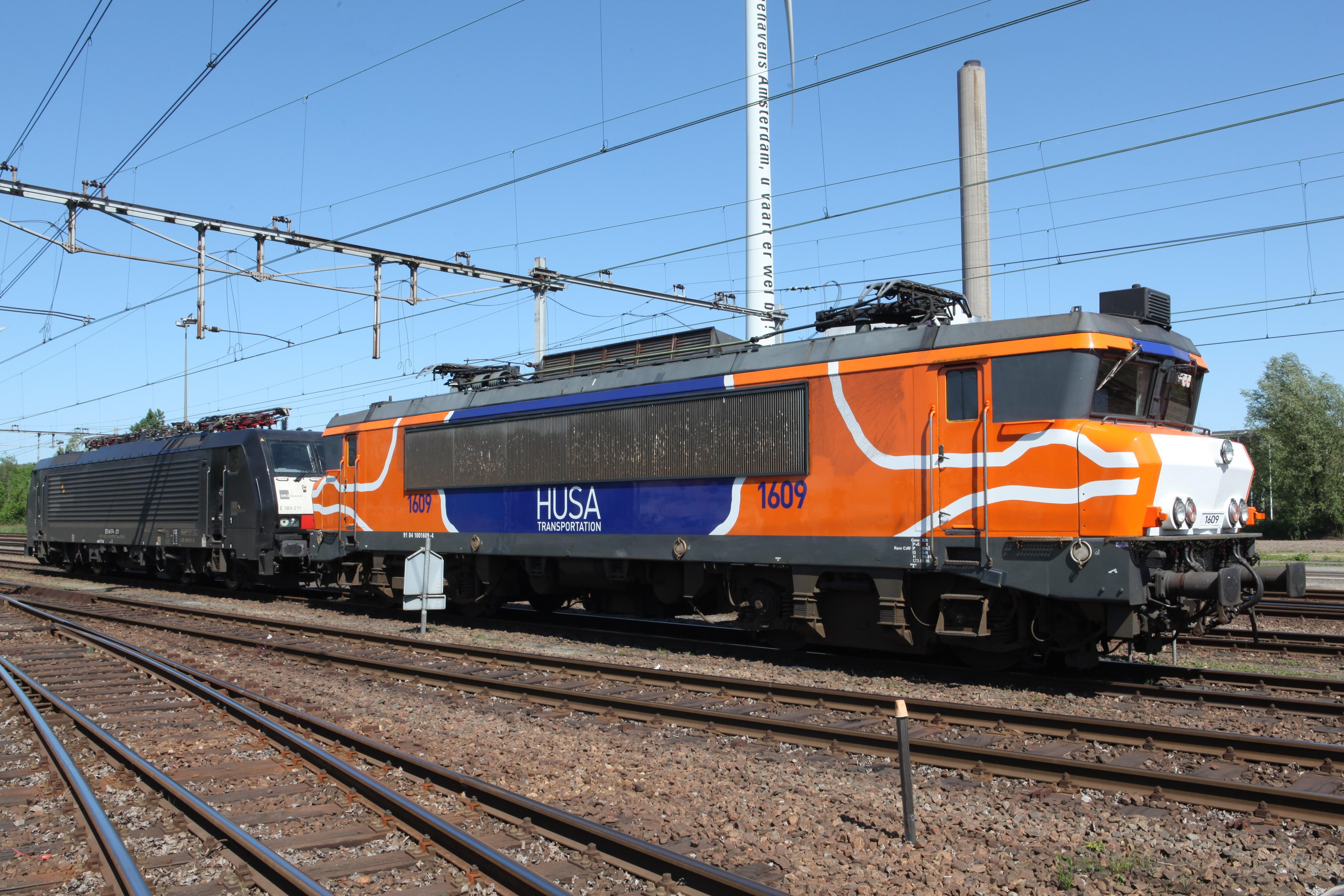
HUSA 1609 (ex NS).
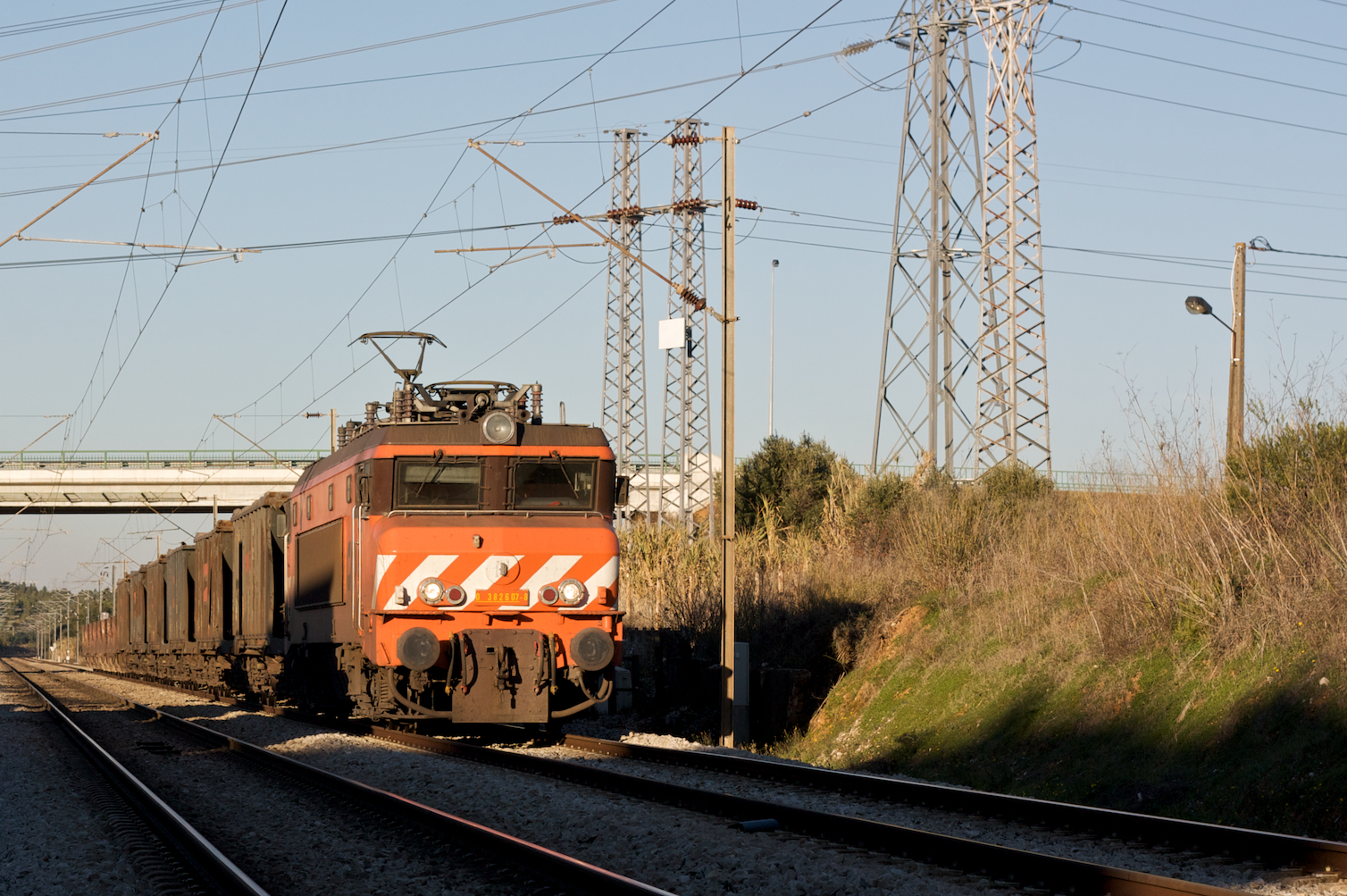
CP 2607 en tête d'un train de marchandises.
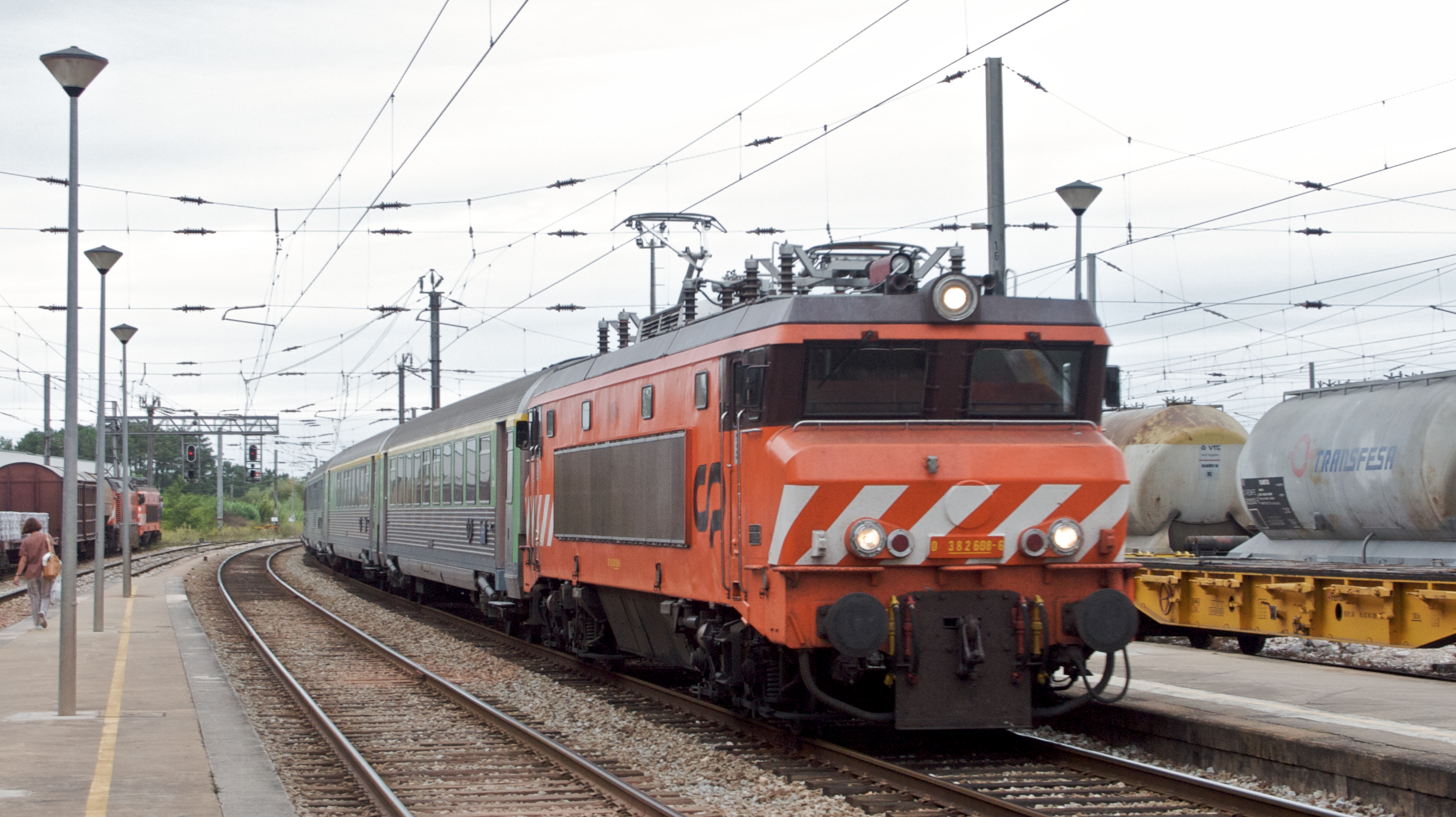
CP 2608 en tête d'un InterCidades composé de voitures Corail à Pampilhosa.
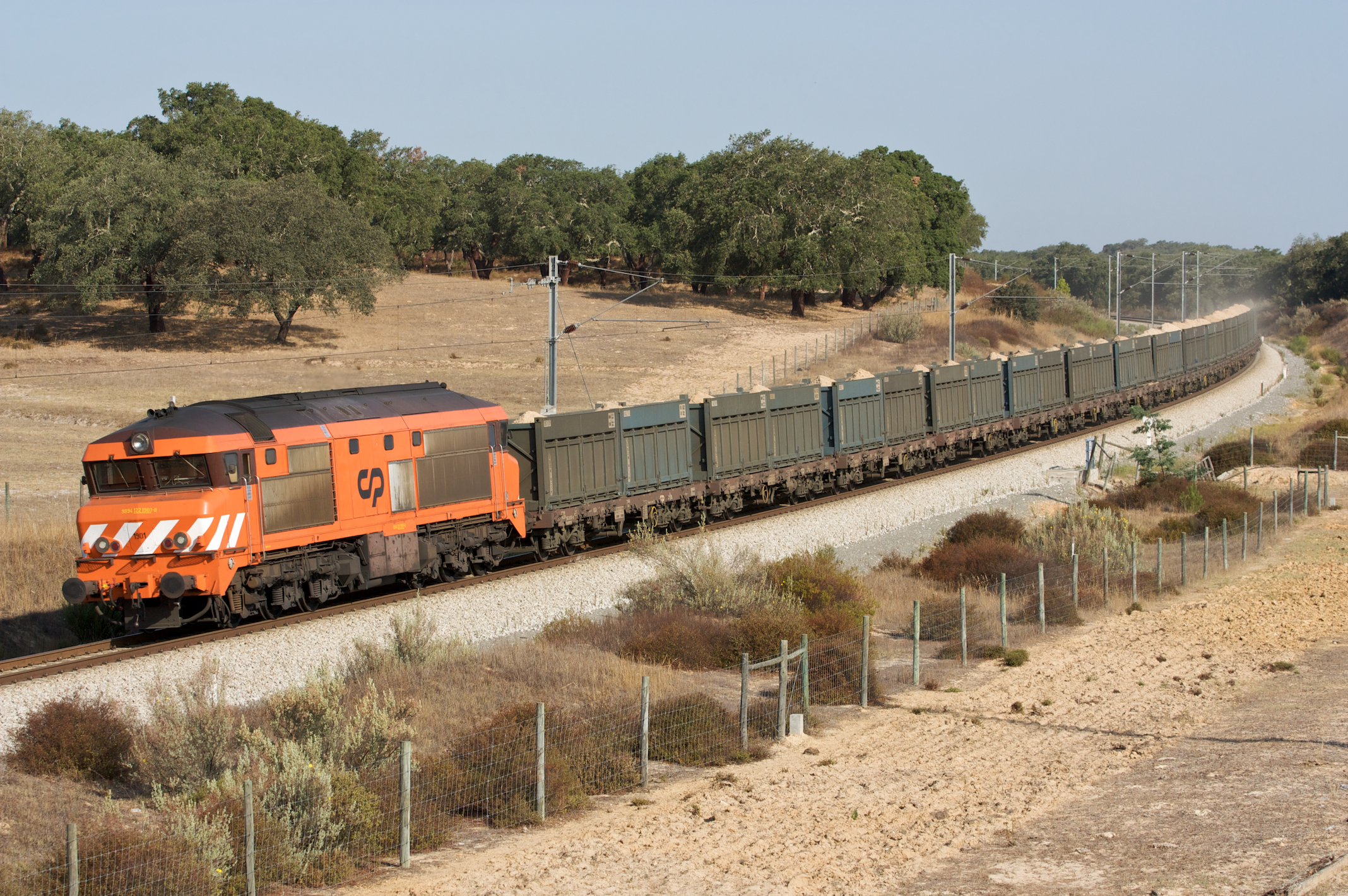
CP 1901 à Canal Caveira.
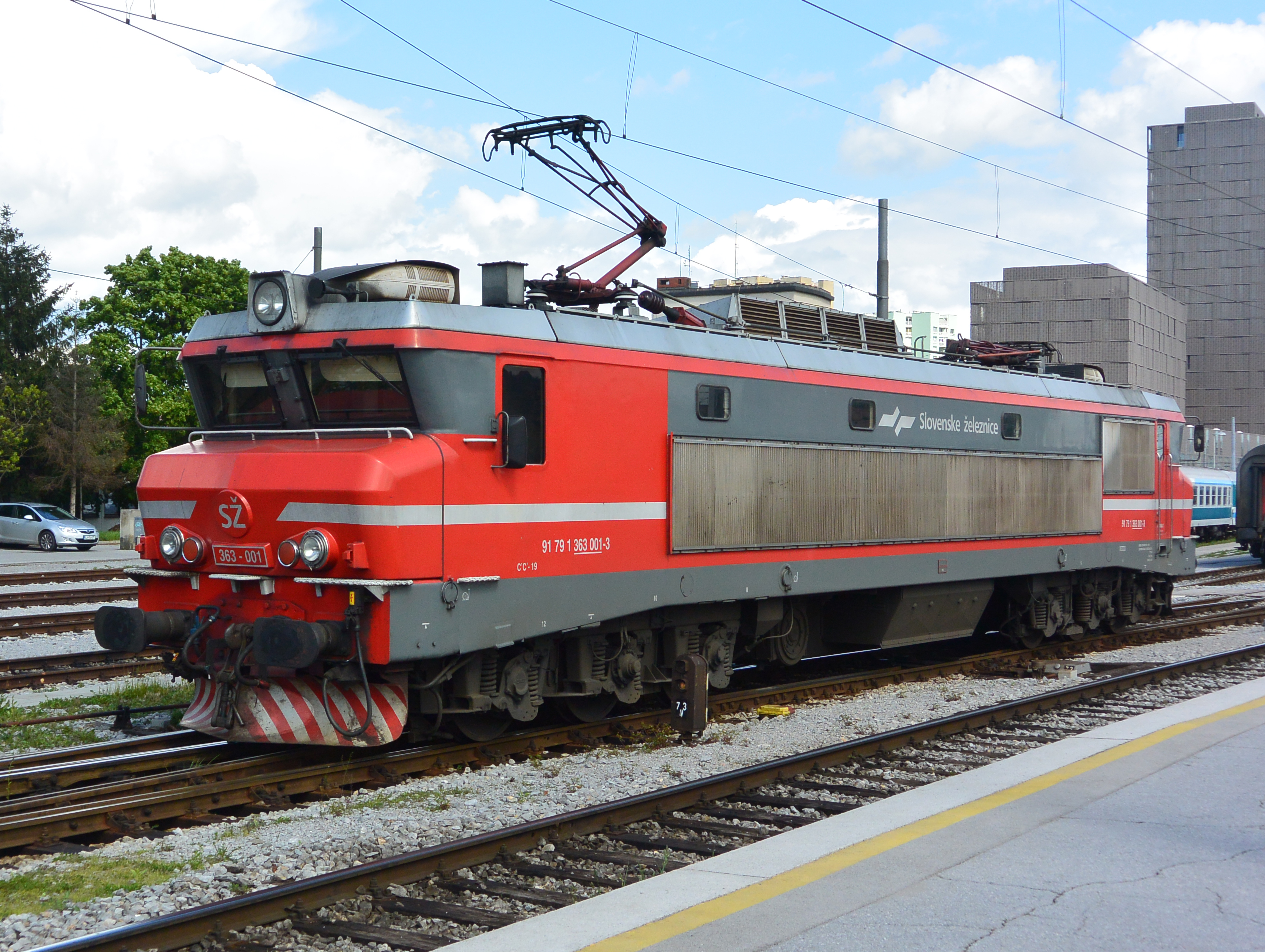
SŽ série 363.
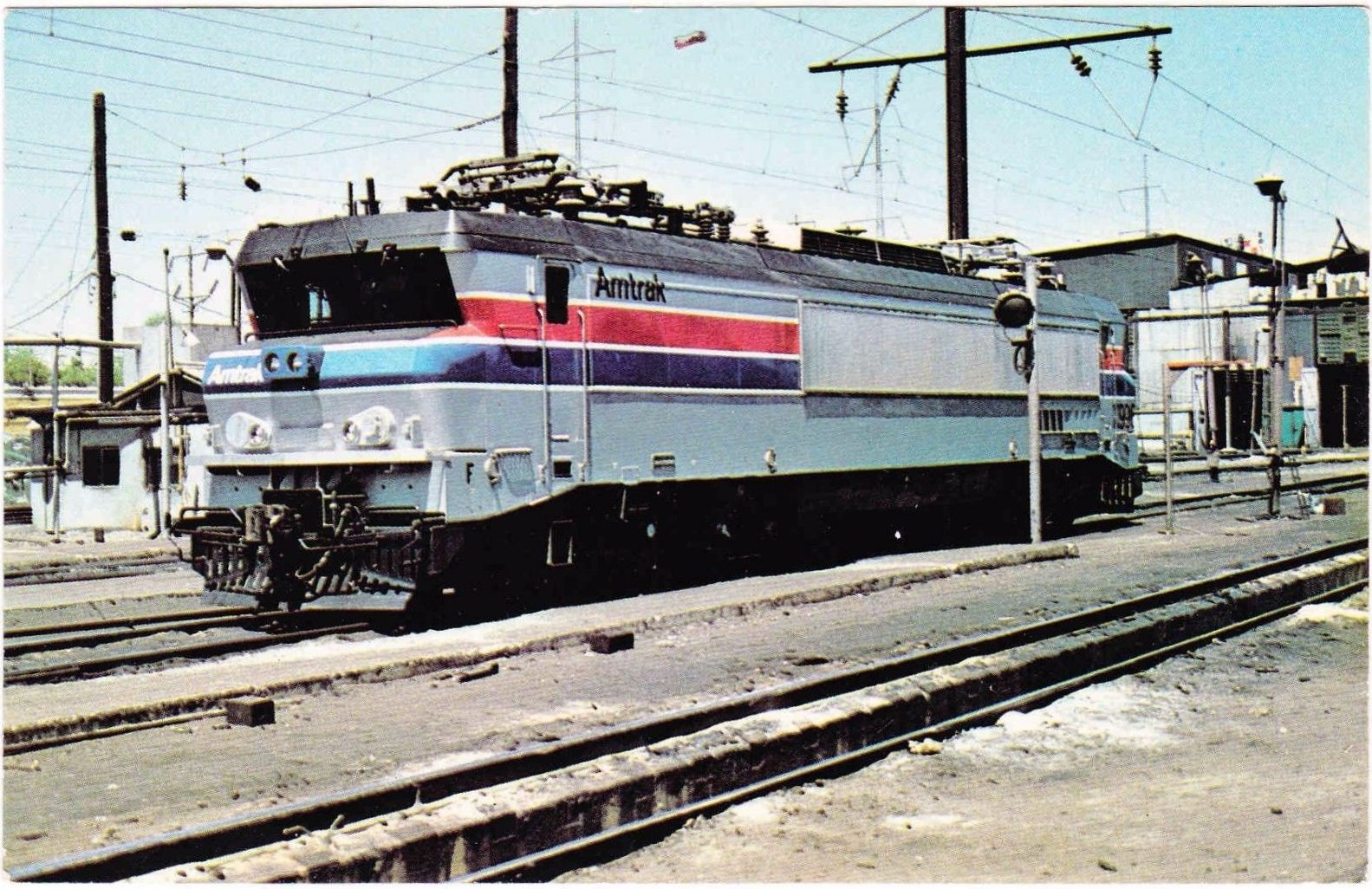
Amtrak X996.